# ویمرا ریور
ویمرا ریور (به انگلیسی: Wimmera River) رودخانه‌ای به‌طول ۲۷۸ کیلومتر است که در استرالیا جریان دارد.